# 박동균 (1919년)
박동균(朴東均, 1919년 1월 29일 ~ )은 만주국과 대한민국의 군인이며, 예편 후에는 기업인으로도 활동했다.

## 학력
- 만주국 육군군의학교 제7기
- 군사영어학교 제1기
- 조선경비보병학교 졸업
- 육군대학 졸업
- 국방대학교 행정학사 1기
- 고려대학교 경영대학원 경영학 석사

## 생애
함경북도 명천군 출신이다. 만주육군군의학교를 제7기로 졸업하고 만주군 군의관이 되어 복무했다.
전쟁이 끝나자 미군정 지역으로 내려와 군사영어학교를 졸업하고 대한민국 국군에 참여했다. 원용덕, 신학진 등과 함께 대표적인 만주군 군의관 출신의 국군 장교였다. 간호장교 제도를 창설 하는 등 국군 창설 단계에서 많은 역할을 했다. 군의학교 교장을 지내며 간호사관생도 교육에 힘써 생도들이 그를 아버지라고 부를 정도로 따랐다는 일화가 남아 있다. 간호사관생도 제도는 국군간호사관학교의 모태가 되었다.
국방부는 1948년 12월 15일, 육군본부 의무국장이던 박동균 등 8명의 중령을 대령으로 특진발령하였다. 이후 대한민국 육군에서 통위부 의무국장, 육군본부 의무감, 육군의무기지사령관, 국방부 병무국장, 수도육군병원장 등을 지냈으며, 최종 계급은 육군 소장이었다. 한국 전쟁 휴전 직후에는 서울위수사령관에 임명되기도 했다.
1961년 5·16 군사정변이 일어난 이듬해 1962년을 기하여 예비역에 편입되었고, 1963년에 군사정변 세력이 설립한 국영기업체인 대한염업주식회사 사장에 임명되어 이후 기업인으로 활동하였다. 서울중앙청과주식회사 대표이사도 역임하였다.

## 참고 자료
- 박동균(朴東均) - 국사편찬위원회